# Thomas Holme

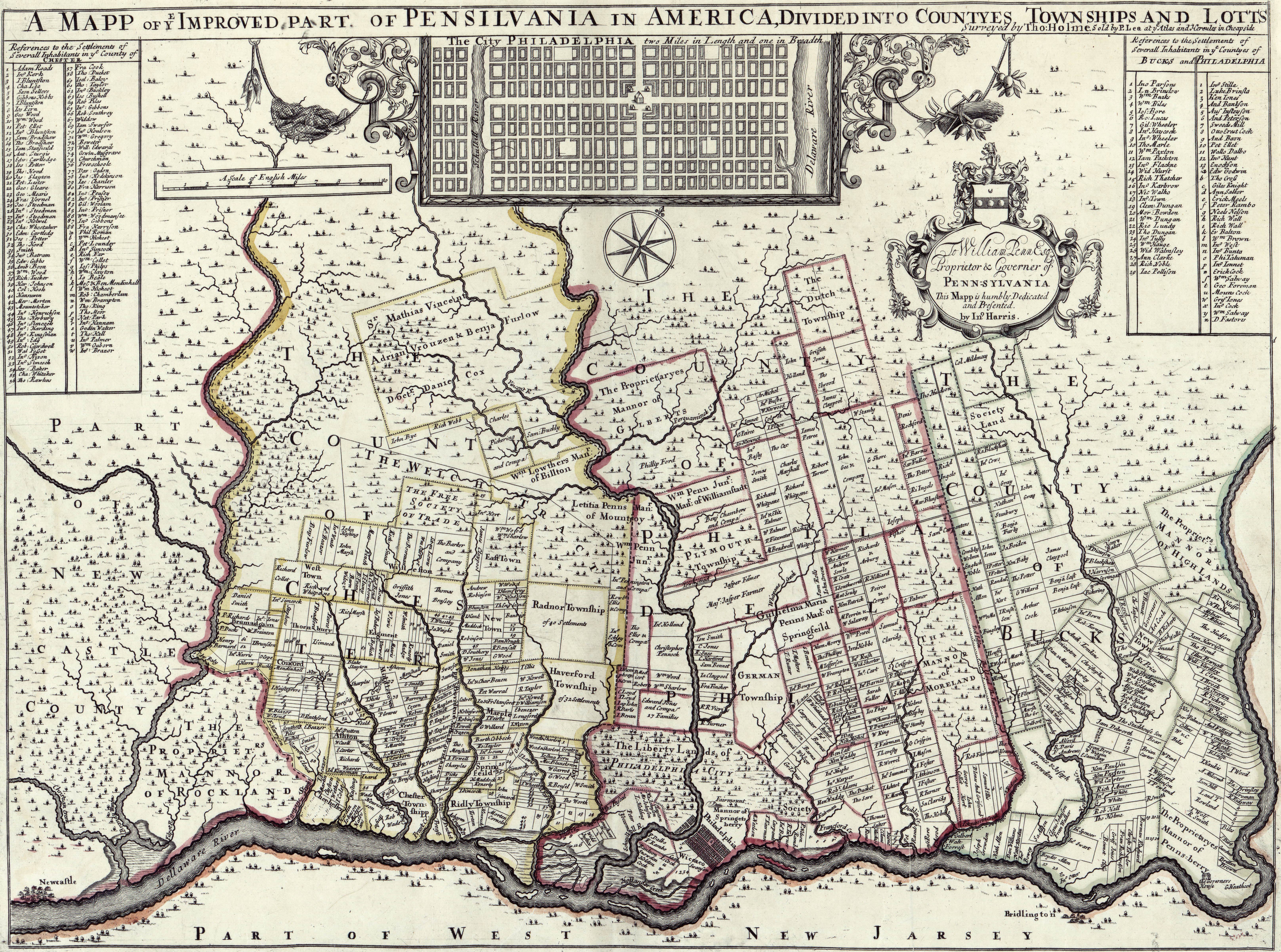
A Mapp of Ye Improved Part of Pensilvania in America, Divided Into Countyes, Townships and Lotts...." (pubblicata intorno al 1687)

Thomas Holme (Lancashire, 3 novembre 1624 – Filadelfia, 1695) è stato un architetto e urbanista statunitense, il primo Surveyor-General della Pennsylvania a cui si deve il progetto originario della città di Filadelfia.

## Biografia
Holme nacque nel Lancashire, in Inghilterra da un piccolo proprietario terriero di nome George a da sua moglie Alice (nata Whiteside). Sposò Sarah Croft nel 1649 e si arruolò nell'esercito di Oliver Cromwell, dove ottenne il grado di capitano. Potrebbe essere stato sotto le armi che maturò una certa esperienza come agrimensore. Dopo il ritiro dall'esercito gli vennero concessi più di 4.000 acri (16 km²) in Contea di Wexford, Irlanda, che era allora sotto il controllo e la colonizzazione dell'Inghilterra.
Ad un certo punto si associò ai quaccheri, il movimento presente in Irlanda e trasformato da George Fox. Lì incontrò il collega quacchero William Penn che a breve avrebbe fondato la Pennsylvania. Nel 1682, Penn scrisse a Holme dalla colonia chiedendogli di andare negli Stati Uniti per diventare il suo geometra, dal momento che quello che aveva invitato, il capitano William Crispin, si era ammalato ed era morto durante il viaggio verso l'America. Poco dopo, Holme salpò per l'America.
Holme disegnò la pianta della città di Filadelfia e realizzò la prima mappa dettagliata della Pennsylvania, intitolata "A Mapp of Ye Improved Part of Pensilvania in America, Divided Into Countyes, Townships and Lotts...." (pubblicata intorno al 1687). All'arrivo di Holme nella colonia, Penn lo nominò suo consigliere. Successivamente Holme fu anche un giudice di pace e commissario della proprietà.
Holme tenne l'incarico di Surveyor-General fino alla sua morte avvenuta, all'età di 71 anni, nella primavera del 1695. Nel 1863, sul sito della sua inumazione venne eretto un memoriale in marmo, accanto al sito in cui si pensa esistesse la sua casa.

## Eredità
Holme Avenue, Holme Circle e Thomas Holme Public School sono state intitolate in suo onore.